# Dendrophthoe
Dendrophthoe é um género de arbustos hemiparasitários encontrados na Ásia e na Austrália, conhecidos como visco. O género foi descrito pelo naturalista alemão Carl Friedrich Philipp von Martius em 1830.

## Espécies
- Dendrophthoe acacioides (Benth.) Tiegh.
- Dendrophthoe carinata Danser
- Dendrophthoe clementis (Merr.) Danser
- Dendrophthoe constricta (Korth.) Danser
- Dendrophthoe copelandii (Merr.) Danser
- Dendrophthoe costulata Miq.
- Dendrophthoe curvata (Blume) Miq.
- Dendrophthoe falcata (L.f.) Ettingsh.
- Dendrophthoe flosculosa Danser
- Dendrophthoe fulva (Korth.) Miq.
- Dendrophthoe fuscata (Korth.) Miq.
- Dendrophthoe gangliiformis Barlow
- Dendrophthoe gjellerupii (Lauterb.) Danser
- Dendrophthoe glabrescens (Blakeley) Barlow
- Dendrophthoe haenkeana (C.Presl ex C.Schweinf.) Mart.
- Dendrophthoe hallieri (Merr.) Danser
- Dendrophthoe homoplastica (Blakeley) Danser
- Dendrophthoe incarnata (Jack) Miq.
- Dendrophthoe kerrii (Craib) Barlow
- Dendrophthoe lanosa (Korth.) Danser
- Dendrophthoe ligulatus (Thwaites) Tiegh.
- Dendrophthoe locellata Danser
- Dendrophthoe loheri (Merr.) Danser
- Dendrophthoe lonchiphylla (Thwaites) Danser
- Dendrophthoe longituba (Elmer) Danser
- Dendrophthoe luzonensis (C.Presl ex Schult.f.) G.Don
- Dendrophthoe malifolia (C.Presl ex Schult.f.) Miq.
- Dendrophthoe mearnsii (Merr.) Danser
- Dendrophthoe memecylifolia (Wight & Arn.) Danser
- Dendrophthoe mirifica Danser
- Dendrophthoe neelgherrensis (Wight & Arn.) Tiegh.
- Dendrophthoe odontocalyx (F.Muell. ex Benth.) Tiegh.
- Dendrophthoe pauciflora Danser
- Dendrophthoe pelagica Barlow
- Dendrophthoe pentandra (L.) Miq.
- Dendrophthoe pentapetala (Roxb.) G.Don
- Dendrophthoe praelonga (Blume) Miq.
- Dendrophthoe quadrifida Danser
- Dendrophthoe × rimituba Barlow
- Dendrophthoe sarcophylla (Wall. ex Wight & Arn.) Danser
- Dendrophthoe suborbicularis (Thwaites) Danser
- Dendrophthoe timorana (Danser) Barlow
- Dendrophthoe trichanthera Barlow
- Dendrophthoe villosa Danser
- Dendrophthoe vitellina (F.Muell.) Tiegh. (sinônimo Loranthus vitellinus)